# Jō Kanazawa
Jō Kanazawa (jap. 金沢 浄, Kanazawa Jō; * 9. Juli 1976 in der Präfektur Saitama) ist ein ehemaliger japanischer Fußballspieler.

## Karriere
Kanazawa erlernte das Fußballspielen in der Schulmannschaft der Bunan High School und der Universitätsmannschaft der Kokushikan-Universität. Seinen ersten Vertrag unterschrieb er 1999 bei Júbilo Iwata. Der Verein spielte in der höchsten Liga des Landes, der J1 League. Mit dem Verein wurde er 1999 und 2002 japanischer Meister. Für den Verein absolvierte er 63 Erstligaspiele. 2003 wechselte er zum Ligakonkurrenten FC Tokyo. 2004 und 2009 gewann er mit dem Verein den J.League Cup. Für den Verein absolvierte er 123 Erstligaspiele. Im August 2009 kehrte er zu Júbilo Iwata zurück. 2010 gewann er mit dem Verein den J.League Cup. Für den Verein absolvierte er 36 Erstligaspiele. 2014 wechselte er zum Zweitligisten Thespakusatsu Gunma. Für den Verein absolvierte er 10 Spiele. Ende 2014 beendete er seine Karriere als Fußballspieler.

## Erfolge
Júbilo Iwata
- J1 League

Meister: 1999, 2002
Vizemeister: 2001
- J.League Cup

Sieger: 2010
Finalist: 2001
FC Tokyo
- J.League Cup

Sieger: 2004, 2009